# نعیمه (استان تیارت)
نعیمه (به عربی: النعيمة) یک شهرداری در الجزایر است که در استان تیارت واقع شده‌است.